# Municipio de Level Cross
El municipio de Level Cross (en inglés: Level Cross Township) es un municipio ubicado en el  condado de Randolph en el estado estadounidense de Carolina del Norte. En el año 2010 tenía una población de 3.970 habitantes.

## Geografía
El municipio de Level Cross se encuentra ubicado en las coordenadas 35°52′29.49″N 79°48′32.11″O / 35.8748583, -79.8089194.